# Zythos strigularia
Zythos strigularia är en fjärilsart som beskrevs av Pieter Cornelius Tobias Snellen 1880. Zythos strigularia ingår i släktet Zythos och familjen mätare. Inga underarter finns listade i Catalogue of Life.